# 3ality Technica
3ality Technica anteriormente 3ality Digital, é uma empresa com sede em Burbank, Califórnia,  especializada em alta definição, live-action estereoscópica digital, 3D. A empresa desenvolve sistemas de produção, software que processa imagens e outras tecnologias que permitem a criação, pós-produção e distribuição de live-action de entretenimento 3D.

## Produtos
A empresa oferece sistemas de processamento de imagem, e correção de imagem dinâmica, manipulação de imagem, e algoritmos de multiplexação e demultiplexação para o transporte de conteúdo de alta definição 3D sobre canais convencionais de alta definição de infra-estrutura.

### Câmera TS-5 Rig 3D
A TS-5 é uma câmera portatil, que serve para filmar em 3D, usada em Planet B-Boy, The Amazing Spider-Man, Jack the Giant Slayer e The Hobbit, a câmera é um dos equipamentos mais populares da empresa.